# Zlato razmerje
Zlato razmerje je iracionalno število oblike
{\displaystyle \phi ={{1+{\sqrt {5}}} \over 2}=1,6180339887489...\qquad (1).}
Definiramo ga lahko tudi kot razmerje stranic pravokotnika, ki mu po izrezu največjega kvadrata ostane pravokotnik z enakim razmerjem stranic. Pravokotniku s stranicami v zlatem razmerju pravimo zlati pravokotnik.
Po Sliki 1 velja sorazmerje
{\displaystyle {a \over b}={b \over c}=\phi \qquad (2),}
ali če izrazimo stranici a in b z majorjem M = a in minorjem m = b
{\displaystyle {M \over m}={m \over {M-m}}=\phi \qquad (3).}